# Palmarés dos Três Grandes nas principais modalidades coletivas
Esta lista relaciona o palmarés oficial dos denominados Três Grandes em Portugal, Benfica, Porto e Sporting, nas suas modalidades coletivas mais representativas, nos principais escalões masculinos.
A lista das modalidades contempla o Futebol, Hóquei em Patins, Basquetebol, Andebol, Futsal, Voleibol, Rugby, Futebol de Praia e Polo Aquático.

## Palmarés

### Futebol
Listagem de competições oficiais, nos âmbitos nacional e internacional, e respetivo número de troféus conquistados por Benfica, Porto e Sporting.
| Competições Internacionais    | Benfica | Porto | Sporting |
| ----------------------------- | ------- | ----- | -------- |
| Taça Intercontinental         | –       | 2     | –        |
| Liga dos Campeões             | 2       | 2     | –        |
| Liga Europa                   | –       | 2     | –        |
| Supertaça Europeia            | –       | 1     | –        |
| Taça das Taças                | –       | –     | 1        |
| Total Internacional           | 2       | 7     | 1        |
| Competições Nacionais         | Benfica | Porto | Sporting |
| Primeira Liga                 | 38      | 30    | 21       |
| Taça de Portugal              | 26      | 20    | 18       |
| Taça da Liga                  | 8       | 1     | 4        |
| Supertaça Cândido de Oliveira | 10      | 24    | 9        |
| Campeonato de Portugal        | 3       | 4     | 4        |
| Taça Ribeiro dos Reis         | 3       | –     | –        |
| Taça Império                  | –       | –     | 1        |
| Total Nacional                | 88      | 79    | 57       |
| Total                         | 90      | 86    | 58       |

### Hóquei em Patins
Listagem das diversas competições oficiais da modalidade, a nível nacional e a nível internacional, e respectivo número de troféus conquistados por Benfica, Porto e Sporting.
| Competições Internacionais | Benfica | Porto | Sporting |
| -------------------------- | ------- | ----- | -------- |
| Taça Intercontinental      | 2       | 1     | –        |
| Liga dos Campeões          | 2       | 3     | 4        |
| Taça WSE                   | 2       | 2     | 2        |
| Taça das Taças             | –       | 2     | 3        |
| Taça Continental           | 3       | 2     | 2        |
| Taça das Nações            | 1       | –     | –        |
| Total Internacional        | 10      | 10    | 11       |
| Competições Nacionais      | Benfica | Porto | Sporting |
| Campeonato Nacional        | 24      | 26    | 9        |
| Campeonato Metropolitano   | 6       | 1     | –        |
| Taça de Portugal           | 15      | 19    | 5        |
| Taça 1947                  | 1       | –     | –        |
| Elite Cup                  | 2       | 1     | –        |
| Supertaça                  | 9       | 23    | 2        |
| Total Nacional             | 57      | 70    | 16       |
| Total                      | 67      | 80    | 27       |

### Basquetebol
Listagem das diversas competições oficiais da modalidade, a nível nacional e a nível internacional, e respectivo número de troféus conquistados por Benfica, Porto e Sporting.
| Competições Nacionais    | Benfica | Porto | Sporting |
| ------------------------ | ------- | ----- | -------- |
| Campeonato Nacional      | 31      | 12    | 9        |
| Campeonato Metropolitano | 7       | 1     | 2        |
| Taça de Portugal         | 23      | 16    | 8        |
| Taça Hugo dos Santos     | 13      | 8     | 2        |
| Troféu António Pratas    | 4       | 1     | –        |
| Supertaça                | 15      | 8     | 2        |
| Total                    | 93      | 46    | 23       |

### Andebol
Listagem das diversas competições oficiais da modalidade, a nível nacional e a nível internacional, e respectivo número de troféus conquistados por Benfica, Porto e Sporting.
| Competições Internacionais | Benfica | Porto | Sporting |
| -------------------------- | ------- | ----- | -------- |
| Liga Europeia              | 1       | –     | –        |
| Taça da Europa             | –       | –     | 2        |
| Total Internacional        | 1       | –     | 2        |
| Competições Nacionais      | Benfica | Porto | Sporting |
| Campeonato Nacional        | 7       | 24    | 23       |
| Taça de Portugal           | 6       | 9     | 19       |
| Taça da Liga               | 2       | 3     | –        |
| Supertaça                  | 7       | 8     | 5        |
| Total Nacional             | 22      | 44    | 47       |
| Total                      | 23      | 44    | 49       |

### Futsal
Listagem das diversas competições oficiais da modalidade, a nível nacional e a nível internacional, e respetivo número de troféus conquistados por Benfica, Porto e Sporting.
| Competições Internacionais | Benfica | Porto (†) | Sporting |
| -------------------------- | ------- | --------- | -------- |
| Liga dos Campeões          | 1       | –         | 2        |
| Total Internacional        | 1       | –         | 2        |
| Competições Nacionais      | Benfica | Porto (†) | Sporting |
| Campeonato Nacional        | 9       | –         | 19       |
| Taça de Portugal           | 8       | –         | 10       |
| Taça da Liga               | 4       | –         | 6        |
| Supertaça                  | 9       | –         | 11       |
| Total Nacional             | 30      | –         | 44       |
| Total                      | 31      | –         | 48       |

Legenda
†  = Não fundou a modalidade.

### Voleibol
Listagem das diversas competições oficiais da modalidade, a nível nacional e a nível internacional, e respectivo número de troféus conquistados por Benfica, Porto e Sporting.
| Competições Internacionais | Benfica | Porto | Sporting |
| -------------------------- | ------- | ----- | -------- |
| Taça Ibérica               | –       | –     | 1        |
| Total                      | –       | –     | 1        |
| Competições Nacionais      | Benfica | Porto | Sporting |
| Campeonato Nacional        | 12      | 9     | 7        |
| Taça de Portugal           | 21      | 6     | 5        |
| Supertaça                  | 12      | –     | 4        |
| Total Nacional             | 45      | 15    | 16       |
| Total                      | 45      | 15    | 17       |

### Rugby
Listagem das diversas competições oficiais da modalidade, a nível nacional e a nível internacional, e respetivo número de títulos conquistados por Benfica, Porto e Sporting.
| Competições Internacionais | Benfica | Porto (†) | Sporting |
| -------------------------- | ------- | --------- | -------- |
| Taça Ibérica               | 4       | –         | –        |
| Total Internacional        | 4       | –         | –        |
| Competições Nacionais      | Benfica | Porto (†) | Sporting |
| Campeonato Nacional        | 9       | –         | –        |
| Taça de Portugal           | 10      | –         | –        |
| Supertaça                  | –       | –         | –        |
| Total Nacional             | 19      | –         | –        |
| Total                      | 23      | –         | –        |

Legenda
†  = Não fundou a modalidade.

### Futebol de Praia
Listagem das diversas competições oficiais da modalidade, a nível nacional e a nível internacional, e respetivo número de troféus conquistados por Benfica, Porto e Sporting.
| Competições Nacionais | Benfica | Porto | Sporting |
| --------------------- | ------- | ----- | -------- |
| Campeonato de Elite   | 2       | 1     | 3        |
| Total Nacional        | 2       | 1     | 3        |
| Total                 | 2       | 1     | 3        |

### Polo Aquático
Listagem das diversas competições oficiais da modalidade, a nível nacional e a nível internacional, e respetivo número de troféus conquistados por Benfica, Porto e Sporting.
| Competições Nacionais | Benfica | Porto | Sporting |
| --------------------- | ------- | ----- | -------- |
| Campeonato Nacional   | –       | 1     | 4        |
| Total Nacional        | –       | 1     | 4        |
| Total                 | –       | 1     | 4        |